# 輪島市
輪島市（わじまし）は、石川県の北西部に位置する市。能登半島北部の奥能登の中核となる市であり、輪島塗や朝市などで知られる。　

## 地理

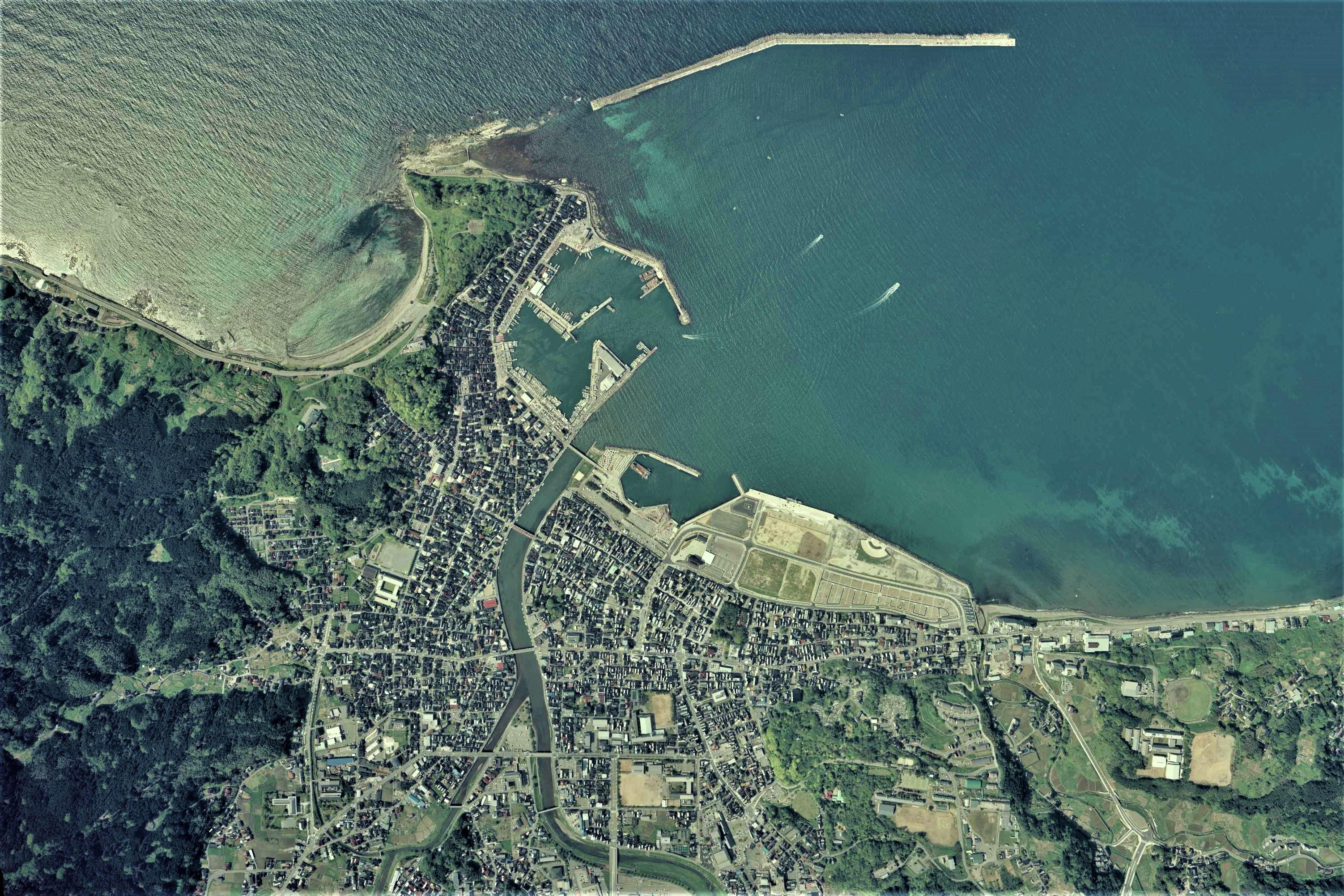
輪島港周辺の空中写真。2010年撮影。
。

### 位置・地勢
能登半島の北西部に位置し、市中心部から石川県庁（金沢市）までは約120kmの距離にある。市域の北側は日本海に面しており、総延長が約81.8km（島部を含む）に及ぶ海岸線は能登半島国定公園に指定されている。市域は面積426.32km2、東西約42km、南北約31kmに及ぶ広さである。

### 地形
- 海抜最高 567 m（高洲山）[2]
- 海抜最低 0 m（海岸線）

- 島
  - 舳倉島 - 輪島港の北方約49km沖[2]の海上に浮かぶ日本海の孤島で、輪島市海士町に所属する。
  - 七ツ島 - 輪島港の北方約23km沖[2]の海上に浮かぶ無人島群である。
- 山
  - 高洲山（567m [2]、奥能登の最高峰）
  - 鉢伏山（544m [2]、能登町を含む）
  - 宝立山（471m [2]、珠洲市を含む）
  - 高爪山（341m [2]、志賀町を含む）
  - 三蛇山（372m [2]）
  - 天川山（455m [2]）
  - 長坂山（427m [2]）
  - 小富士山（425m [2]）
  - 佐比野山（388m [2]）
  - 舞谷御前山（368m [2]）
  - サビヤ山（342m [2]）
  - 猿山（333m [2]）
  - 大丸山（319m [2]）
  - 番場山（314m [2]）
  - 岩倉山（357m）
  - 気勝山（343m）
  - 峨山など
- 岬
  - 猿山岬
  - 刑部岬
  - アタケ岬
  - ゾウゾウ鼻
  - 竜ヶ崎など
- 河川[2]
  - 仁岸川水系 - 仁岸川
  - 阿岸川水系 - 阿岸川、南川
  - 八ヶ川水系 - 八ヶ川、浦上川
  - 西二又川水系 - 西二又川
  - 河原田川水系 - 河原田川、鳳至川、小加勢川、仁行川
  - 塚田川水系 - 塚田川
  - 南志見川水系 - 南志見川
  - 町野川水系 - 町野川、鈴屋川、上町川、神野川、河内川
- 湖沼
  - 八翠湖（八ヶ川ダム）

### 気候
典型的な日本海側気候、北陸地方の天候のため冬季に極めて雨や雪、それに伴う雷が多い。市域全域が豪雪地帯に指定されている。
なお、大雪予想などで「気象庁輪島測候所上空5000 mの寒気団」という文言がニュースに取り上げられる影響から、輪島付近がとても寒く、雪が多いイメージを持たれることがあるが、これは輪島で北陸・中部唯一の気象庁の高層気象観測が行われており、北陸および日本の重心に近いため寒気の観測に適していることによる。そのため他の北陸地方と大差はない。気温に関しては金沢市よりは低く富山県富山市や福井県福井市と同程度、降雪量に関してはむしろ金沢市や新潟県新潟市に比べやや少なく、富山市や福井市よりかなり少ない。上記の通り豪雪地帯に指定されているものの、豪雪地帯は北陸地方全域が指定されているため、この面においても特別雪が多いことを示すものではない。
- 気温[4] - 最高38.6℃（2020年（令和2年）9月3日）、最低−10.4℃（1943年（昭和18年）1月30日）
- 日最大降水量[4] - 361.5ミリ（2024年（令和6年）9月21日）
- 最大瞬間風速[4] - 57.3メートル（1991年（平成3年）9月28日）

| 輪島特別地域気象観測所（輪島市鳳至町畠田、標高5m）の気候     | 輪島特別地域気象観測所（輪島市鳳至町畠田、標高5m）の気候 | 輪島特別地域気象観測所（輪島市鳳至町畠田、標高5m）の気候 | 輪島特別地域気象観測所（輪島市鳳至町畠田、標高5m）の気候 | 輪島特別地域気象観測所（輪島市鳳至町畠田、標高5m）の気候 | 輪島特別地域気象観測所（輪島市鳳至町畠田、標高5m）の気候 | 輪島特別地域気象観測所（輪島市鳳至町畠田、標高5m）の気候 | 輪島特別地域気象観測所（輪島市鳳至町畠田、標高5m）の気候 | 輪島特別地域気象観測所（輪島市鳳至町畠田、標高5m）の気候 | 輪島特別地域気象観測所（輪島市鳳至町畠田、標高5m）の気候 | 輪島特別地域気象観測所（輪島市鳳至町畠田、標高5m）の気候 | 輪島特別地域気象観測所（輪島市鳳至町畠田、標高5m）の気候 | 輪島特別地域気象観測所（輪島市鳳至町畠田、標高5m）の気候 | 輪島特別地域気象観測所（輪島市鳳至町畠田、標高5m）の気候 |
| 月                                                           | 1月                                                      | 2月                                                      | 3月                                                      | 4月                                                      | 5月                                                      | 6月                                                      | 7月                                                      | 8月                                                      | 9月                                                      | 10月                                                     | 11月                                                     | 12月                                                     | 年                                                       |
| ------------------------------------------------------------ | -------------------------------------------------------- | -------------------------------------------------------- | -------------------------------------------------------- | -------------------------------------------------------- | -------------------------------------------------------- | -------------------------------------------------------- | -------------------------------------------------------- | -------------------------------------------------------- | -------------------------------------------------------- | -------------------------------------------------------- | -------------------------------------------------------- | -------------------------------------------------------- | -------------------------------------------------------- |
| 最高気温記録 °C （°F）                                       | 17.1 (62.8)                                              | 22.8 (73)                                                | 24.1 (75.4)                                              | 29.0 (84.2)                                              | 32.5 (90.5)                                              | 34.2 (93.6)                                              | 38.2 (100.8)                                             | 37.5 (99.5)                                              | 38.6 (101.5)                                             | 31.6 (88.9)                                              | 26.5 (79.7)                                              | 21.5 (70.7)                                              | 38.6 (101.5)                                             |
| 平均最高気温 °C （°F）                                       | 6.4 (43.5)                                               | 7.0 (44.6)                                               | 10.5 (50.9)                                              | 16.0 (60.8)                                              | 20.9 (69.6)                                              | 24.0 (75.2)                                              | 28.2 (82.8)                                              | 30.1 (86.2)                                              | 26.3 (79.3)                                              | 21.0 (69.8)                                              | 15.1 (59.2)                                              | 9.4 (48.9)                                               | 17.9 (64.2)                                              |
| 日平均気温 °C （°F）                                         | 3.3 (37.9)                                               | 3.4 (38.1)                                               | 6.1 (43)                                                 | 11.1 (52)                                                | 16.1 (61)                                                | 20.0 (68)                                                | 24.4 (75.9)                                              | 25.9 (78.6)                                              | 22.0 (71.6)                                              | 16.3 (61.3)                                              | 10.8 (51.4)                                              | 5.9 (42.6)                                               | 13.8 (56.8)                                              |
| 平均最低気温 °C （°F）                                       | 0.4 (32.7)                                               | 0.0 (32)                                                 | 1.7 (35.1)                                               | 6.0 (42.8)                                               | 11.4 (52.5)                                              | 16.3 (61.3)                                              | 21.2 (70.2)                                              | 22.2 (72)                                                | 18.1 (64.6)                                              | 11.9 (53.4)                                              | 6.7 (44.1)                                               | 2.5 (36.5)                                               | 9.9 (49.8)                                               |
| 最低気温記録 °C （°F）                                       | −10.4 (13.3)                                             | −10.2 (13.6)                                             | −7.3 (18.9)                                              | −4.0 (24.8)                                              | 0.4 (32.7)                                               | 7.1 (44.8)                                               | 10.3 (50.5)                                              | 13.0 (55.4)                                              | 6.8 (44.2)                                               | 1.5 (34.7)                                               | −1.4 (29.5)                                              | −6.5 (20.3)                                              | −10.4 (13.3)                                             |
| 降水量 mm （inch）                                           | 219.2 (8.63)                                             | 139.6 (5.496)                                            | 138.6 (5.457)                                            | 121.6 (4.787)                                            | 115.6 (4.551)                                            | 155.8 (6.134)                                            | 199.6 (7.858)                                            | 176.8 (6.961)                                            | 214.5 (8.445)                                            | 171.1 (6.736)                                            | 231.5 (9.114)                                            | 278.4 (10.961)                                           | 2,162.3 (85.13)                                          |
| 降雪量 cm （inch）                                           | 54 (21.3)                                                | 42 (16.5)                                                | 8 (3.1)                                                  | 0 (0)                                                    | 0 (0)                                                    | 0 (0)                                                    | 0 (0)                                                    | 0 (0)                                                    | 0 (0)                                                    | 0 (0)                                                    | 0 (0)                                                    | 18 (7.1)                                                 | 121 (47.6)                                               |
| 平均降水日数 （≥0.5 mm）                                     | 25.4                                                     | 19.8                                                     | 17.8                                                     | 12.4                                                     | 11.3                                                     | 10.6                                                     | 12.9                                                     | 10.6                                                     | 13.3                                                     | 14.4                                                     | 18.7                                                     | 24.3                                                     | 191.5                                                    |
| 平均降雪日数                                                 | 26.4                                                     | 21.9                                                     | 12.7                                                     | 2.3                                                      | 0.0                                                      | 0.0                                                      | 0.0                                                      | 0.0                                                      | 0.0                                                      | 0.0                                                      | 1.9                                                      | 19.0                                                     | 0.0                                                      |
| % 湿度                                                       | 74                                                       | 73                                                       | 70                                                       | 70                                                       | 72                                                       | 79                                                       | 81                                                       | 79                                                       | 79                                                       | 76                                                       | 75                                                       | 75                                                       | 75                                                       |
| 平均月間日照時間                                             | 41.8                                                     | 68.7                                                     | 132.2                                                    | 185.8                                                    | 208.7                                                    | 161.5                                                    | 158.3                                                    | 203.2                                                    | 142.8                                                    | 139.3                                                    | 89.7                                                     | 47.9                                                     | 1,580.1                                                  |
| 出典：気象庁（平均値：1991年 - 2020年、極値：1929年 - 現在） |                                                          |                                                          |                                                          |                                                          |                                                          |                                                          |                                                          |                                                          |                                                          |                                                          |                                                          |                                                          |                                                          |

### 隣接する自治体
- 石川県
  - 珠洲市
  - 羽咋郡：志賀町
  - 鳳珠郡：穴水町・能登町

### 人口
| |                                        |  |
| 輪島市と全国の年齢別人口分布（2005年） | 輪島市の年齢・男女別人口分布（2005年） |  |
| ■紫色 ― 輪島市 ■緑色 ― 日本全国 | ■青色 ― 男性 ■赤色 ― 女性              |  |
| 輪島市（に相当する地域）の人口の推移 \| 1970年（昭和45年） \| 48,220人 \| \| \| 1975年（昭和50年） \| 46,816人 \| \| \| 1980年（昭和55年） \| 45,115人 \| \| \| 1985年（昭和60年） \| 43,283人 \| \| \| 1990年（平成2年） \| 40,309人 \| \| \| 1995年（平成7年） \| 37,133人 \| \| \| 2000年（平成12年） \| 34,531人 \| \| \| 2005年（平成17年） \| 32,823人 \| \| \| 2010年（平成22年） \| 29,858人 \| \| \| 2015年（平成27年） \| 27,216人 \| \| \| 2020年（令和2年） \| 24,608人 \| \| |                                        |  |
| 総務省統計局 国勢調査より |                                        |  |
| 1970年（昭和45年） | 48,220人                               |  |
| 1975年（昭和50年） | 46,816人                               |  |
| 1980年（昭和55年） | 45,115人                               |  |
| 1985年（昭和60年） | 43,283人                               |  |
| 1990年（平成2年） | 40,309人                               |  |
| 1995年（平成7年） | 37,133人                               |  |
| 2000年（平成12年） | 34,531人                               |  |
| 2005年（平成17年） | 32,823人                               |  |
| 2010年（平成22年） | 29,858人                               |  |
| 2015年（平成27年） | 27,216人                               |  |
| 2020年（令和2年） | 24,608人                               |  |

## 歴史
輪島市は古くから港町として知られており、中世には三津七湊という日本を代表する港の一つとなり、北前船の寄港地とされた。室町時代には国人の温井氏が天堂城を築城し、戦国時代に入ると温井氏の城下町として栄えた。
- 1898年（明治11年） - 輪島大火が起こり500戸が焼失する[7]。
- 1935年（昭和10年） - 国鉄七尾線が輪島駅まで開通。
- 1954年（昭和29年）3月31日 - 鳳至郡輪島町、大屋村、河原田村、鵠巣村、西保村、三井村及び南志見村を廃し、その区域をもって輪島市を設置する[8]。
- 1956年（昭和31年）9月30日 - 鳳至郡町野町を廃し、その区域を輪島市に編入する。
- 1959年（昭和34年）8月25日 - 能登半島一帯で集中豪雨。輪島市、穴水町、門前町及び能都町等で土砂災害により死者・行方不明者37人[9]。
- 1968年（昭和43年） - 能登半島国定公園に海岸線を中心に指定される。
- 1970年（昭和45年） - 小伊勢町の区域の一部及び二ッ屋町の区域の一部の区域を二勢町に設定する。
- 1973年（昭和48年） - 「輪島市民の歌」（作詞：輪島市歌制定委員会、作曲：古賀政男、歌：大川栄策）を制定。
- 1983年（昭和58年）5月26日 - 日本海中部地震が発生し、津波が襲来。テレビクルーに撮影された映像が津波研究の資料となる。
- 1987年（昭和62年） - 新たに生じた土地を気勝平町に設定する。
- 1991年（平成3年） - 石川県輪島漆芸美術館が開館。
- 1991年（平成3年） - 平成3年台風第19号により気象庁輪島測候所の風速計が最大瞬間風速57.3メートルを記録した直後、破損する。
- 1997年（平成9年） - ナホトカ号重油流出事故。輪島市沿岸にも重油漂着。
- 1998年（平成10年） - 釜屋谷町の区域の一部及び堀町の区域の一部の区域を平成町に設定する。
- 2001年（平成13年） - のと鉄道七尾線穴水駅＝輪島駅間が廃止される。
- 2001年（平成13年） - 白米千枚田などの「能登の里山里海」が世界農業遺産に認定される。
- 2003年（平成15年）7月7日 - 能登空港が開港。
- 2006年（平成18年）2月1日 - 輪島市及び鳳珠郡門前町を廃し、その区域をもって輪島市を設置する。
- 2007年（平成19年）3月25日 - 平成19年能登半島地震が発生。
- 2018年（平成30年） - 「能登のあまめはぎ」を含む来訪神行事10件が「来訪神：仮面・仮装の神々」としてユネスコ無形文化遺産に登録される。
- 2023年（令和5年）12月22日 - 記録的な豪雪。倒木などで一時176世帯が孤立した。停電も多数発生[10]。
- 2024年（令和6年）1月1日 - 令和6年能登半島地震が発生した。輪島市では門前町走出で最大震度7を観測した。輪島朝市では大規模火災や広い範囲で建物倒壊など、甚大な被害が出た[11][12]。
- 2024年（令和6年）9月21日‐能登半島北部で記録的な集中豪雨。河川の氾濫や土砂災害など甚大な被害が出た。
- 2024年 (令和6年) 11月26日 - 石川県西方沖の地震で震度5弱を観測。

## 行政

### 市長
| 歴代輪島市長（1954年 - 2006年） | 歴代輪島市長（1954年 - 2006年） | 歴代輪島市長（1954年 - 2006年） | 歴代輪島市長（1954年 - 2006年） | 歴代輪島市長（1954年 - 2006年） | 歴代輪島市長（1954年 - 2006年） |
| 代                              | 人                              | 氏名                            | 就任                            | 退任                            | 備考                            |
| ------------------------------- | ------------------------------- | ------------------------------- | ------------------------------- | ------------------------------- | ------------------------------- |
|                                 |                                 | 中崎定雄                        | 1954年（昭和29年）3月31日       | 1954年（昭和29年）4月24日       | 市長職務執行者、旧大屋村長      |
| 1                               | 1                               | 永井元雄                        | 1954年（昭和29年）4月25日       | 1958年（昭和33年）4月24日       |                                 |
| 2                               | 1                               | 永井元雄                        | 1958年（昭和33年）4月25日       | 1962年（昭和37年）4月24日       |                                 |
| 3                               | 1                               | 永井元雄                        | 1962年（昭和37年）4月25日       | 1966年（昭和41年）4月24日       |                                 |
| 4                               | 2                               | 上野彦二                        | 1966年（昭和41年）4月25日       | 1970年（昭和45年）4月24日       |                                 |
| 5                               | 2                               | 上野彦二                        | 1970年（昭和45年）4月25日       | 1974年（昭和49年）4月24日       |                                 |
| 6                               | 3                               | 大向貢                          | 1974年（昭和49年）4月25日       | 1978年（昭和53年）4月24日       |                                 |
| 7                               | 3                               | 大向貢                          | 1978年（昭和53年）4月25日       | 1982年（昭和57年）4月24日       |                                 |
| 8                               | 3                               | 大向貢                          | 1982年（昭和57年）4月25日       | 1986年（昭和61年）4月24日       |                                 |
| 9                               | 4                               | 五嶋耕太郎                      | 1986年（昭和61年）4月25日       | 1990年（平成2年）4月24日        |                                 |
| 10                              | 4                               | 五嶋耕太郎                      | 1990年（平成2年）4月25日        | 1994年（平成6年）4月24日        |                                 |
| 11                              | 4                               | 五嶋耕太郎                      | 1994年（平成6年）4月25日        | 1998年（平成10年）4月24日       |                                 |
| 12                              | 5                               | 梶文秋                          | 1998年（平成10年）4月25日       | 2002年（平成14年）4月24日       |                                 |
| 13                              | 5                               | 梶文秋                          | 2002年（平成14年）4月25日       | 2006年（平成18年）1月31日       |                                 |
| 歴代輪島市長（2006年 - ）       |                                 |                                 |                                 |                                 |                                 |
| 代                              | 人                              | 氏名                            | 就任                            | 退任                            | 備考                            |
|                                 |                                 | 宮丸冨士雄                      | 2006年（平成18年）2月1日        | 2006年（平成18年）3月18日       | 市長職務執行者、旧門前町長      |
| 1                               | 1                               | 梶文秋                          | 2006年（平成18年）3月19日       | 2010年（平成22年）3月18日       |                                 |
| 2                               | 1                               | 梶文秋                          | 2010年（平成22年）3月19日       | 2014年（平成26年）3月18日       |                                 |
| 3                               | 1                               | 梶文秋                          | 2014年（平成26年）3月19日       | 2018年（平成30年）3月18日       |                                 |
| 4                               | 1                               | 梶文秋                          | 2018年（平成30年）3月19日       | 2022年（令和4年）3月18日        |                                 |
| 5                               | 2                               | 坂口茂                          | 2022年（令和4年）3月19日        | 現職                            |                                 |

- 市長 - 坂口茂[13]

#### 市長選挙
第5回輪島市長選挙 2018年3月13日執行 投票率76.02
- 坂口しげる 8,840票 当選
- 林平成人 7,724票

第4回輪島市長選挙 2018年3月11日執行 投票率69.92
- 梶文秋 8,389票 当選
- 林平成人 8,322票

第3回輪島市長選挙 2014年3月9日告示 無投票
- 梶文秋 　　 当選

第2回輪島市長選挙 2010年3月14日執行 投票率78.3%
- 梶文秋 13,752票 当選
- 中浦政克 7,316票

第1回輪島市長選挙 2006年3月19日執行 投票率64.4%
- 梶文秋 16,463票 当選
- しんむら吉雄 1,358票

### 市役所
輪島市役所
- 輪島市二ツ屋町2字29番地

支所・出張所
- 門前総合支所：輪島市門前町走出6の69番地
- 町野支所：輪島市町野町粟蔵川原田22番地
- 出張所：南志見、西保、三井

### 姉妹都市・提携都市
姉妹都市
- 萩市（山口県）1990年10月16日　姉妹都市提携[14]

友好都市
- 石狩市（北海道）2012年8月27日　友好都市提携[14]

友好交流提携
- 鶴見区（神奈川県横浜市）2013年2月28日　友好交流提携[14]
- 飛島村（愛知県）2021年11月25日 友好交流協定締結[14][15]

災害時相互応援協定提携
- 尾張旭市（愛知県）2012年7月18日　災害時相互応援協定締結[14]
- 石狩市（北海道）2012年8月27日　災害時相互応援協定締結[14]
- 萩市（山口県）2012年11月21日　災害時相互応援協定締結[14]

## 議会

### 輪島市議会
- 定数：15人
- 任期：2019年4月26日 - 2023年4月25日[16]
- 議長：一二三秀仁（自民わじま）　2019年5月15日選出[17]
- 副議長：西恵（自民わじま）　2019年5月15日選出

| 会派名           | 議員数 | 所属党派       |
| ---------------- | ------ | -------------- |
| 自民わじま       | 9      | 自由民主党     |
| 市政会           | 2      | 無所属         |
| 日本共産党       | 1      | 日本共産党     |
| 市民派一馬力     | 1      | 無所属         |
| わじま無会派の会 | 1      | 無所属         |
| 勇気             | 1      | 無所属         |
| 計               | 15     | ※2019年5月現在 |

#### 委員会
常任委員会
- 予算決算委員会（委員長をのぞく全員が委員）
- 総務文教委員会
- 産業厚生委員会

特別委員会
- 公共施設等調査特別委員会
- 観光対策特別委員会

その他
- 議会運営委員会
- 議会報編集委員会

#### 市議会議員選挙
- 補欠選挙 2014年3月9日告示 補充1
  - 無投票

- 第2回輪島市議会議員選挙 2011年4月24日執行 定数20
  - 投票率82.2%

- 第1回輪島市議会議員選挙 2007年4月22日執行 定数24
  - 輪島選挙区 定数17 投票率83.7%
  - 門前選挙区 定数7 投票率83.0%

- 合併から第1回選挙までは旧輪島市の議員20名と旧門前町の議員14名の計34名で構成していた。

### 石川県議会
- 選挙区：輪島市選挙区
- 定数：1人
- 任期：2023年4月30日 - 2027年4月29日
- 当日有権者数：21,073人
- 投票率：73.64％

| 候補者名   | 当落 | 年齢 | 党派名     | 新旧別 | 得票数  |
| ---------- | ---- | ---- | ---------- | ------ | ------- |
| 宮下正博   | 当   | 73   | 自由民主党 | 現     | 7,783票 |
| 北村麻記子 | 落   | 41   | 無所属     | 新     | 7,593票 |

### 衆議院
- 選挙区：石川3区（七尾市、輪島市、珠洲市、羽咋市、かほく市、津幡町、内灘町、志賀町、宝達志水町、中能登町、穴水町、能登町）
- 任期：2024年10月27日 - 2028年10月26日
- 投票日：2024年10月27日
- 当日有権者数：230,800人
- 投票率：62.50％

| 当落 | 候補者名 | 年齢 | 所属党派   | 新旧別 | 得票数   | 重複 |
| ---- | -------- | ---- | ---------- | ------ | -------- | ---- |
| 当   | 近藤和也 | 50   | 立憲民主党 | 前     | 77,247票 | ○    |
| 比当 | 西田昭二 | 55   | 自由民主党 | 前     | 61,308票 | ○    |
|      | 南章治   | 69   | 日本共産党 | 新     | 3,438票  |      |

## 経済・産業

### 観光業
輪島市では輪島塗や朝市といった豊富な観光資源により県内外を問わず1年を通して多くの観光客が訪れており、観光関連の産業が盛んである。朝市通りをはじめ市内各地には漆器店、土産物店、飲食店、宿泊施設などが多く立ち並んでいる。また東海北陸道の全線開通により中京方面からの観光客が能登半島地震前の1.4倍になるなど飛躍的に増加している。2014年1月1日現在、朝市の休業は毎月第2・第4水曜日と1月1～1月3日である。

### 工業

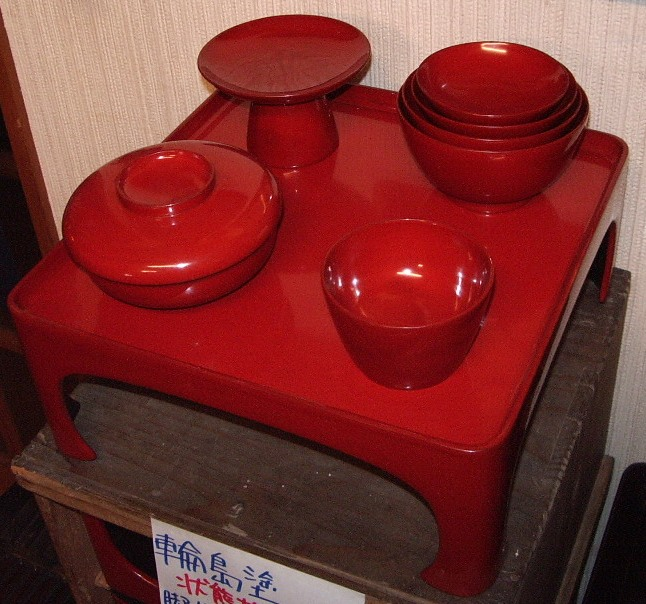
輪島塗

伝統工芸輪島塗が全国的にも有名である。輪島塗は職人や技術者による手作業の工程を幾重にも繰り返され完成するが、木材加工から漆器製造、販売に至るまでこれらの関連産業に従事する者も多い。

### 漁業
漁業も盛んであり、暖流と寒流が交わる沖合の天然礁の好漁場により1年を通じ豊富な魚介類の水揚げに恵まれ、輪島港の水揚げ高は県内一となっている。
輪島港は冬場にはズワイガニの水揚げ量も県内一であり、さらにこのズワイガニの水揚げ量は日本海側の港の中でも有数のものとなっていて冬期の貴重な観光資源ともなっており、このために遠く関東、関西からも観光客が訪れている。天然フグの水揚げが2015年度は440トンで日本一となっており「輪島ふぐ」として商標登録されている。輪島の海女（あま）は、日本海のアワビやサザエ、海藻などを伝統的な素潜りの形態でとる漁を行うが、1990年から1991年のピークには7、8、9の3か月でアワビ約40トン、サザエ約280トンの漁獲があった。輪島の現役海女の数は10代から70代までの200人ほどになっており、一地域の海女の数としては世界一となっている。2014年6月、石川県無形民俗文化財に指定された。

#### 港湾
避難港
- 輪島港（地方港湾・1951年に避難港として指定）
  - 水揚げ高県内一
  - 港内の船舶数は県内一、船舶密度は日本一[27]

漁港
- 剱地漁港（第1種）
- 赤神漁港（第1種）
- 黒島漁港（第1種）
- 鹿磯漁港（第2種）
- 深見漁港（第1種）
- 皆月漁港（第1種）

- 大沢漁港（第1種）
- 鵜入漁港（第1種）
- 光浦漁港（第1種）
- 名舟漁港（第2種）
- 曽々木漁港（第1種）
- 舳倉島漁港（第4種）

### 農業
- ブランド野菜能登野菜
- ブランド米能登棚田米

### 商業・工業
臨空産業団地：能登空港開港を期に、輪島市南部の空港隣接地に新たに造成された。空港に隣接して奥能登各地より等距離にあり、なおかつ珠洲道路沿いにある利便性により現在のところ、こちらに本社を完全移転した企業を含む数社が事業の拠点を構えている。
標高567mの高洲山に日本海防衛の要となる輪島分屯基地がある。

## 施設
警察
- 輪島警察署

- あさいち交番
- 能登空港警備派出所
- 二俣駐在所
- 大沢駐在所
- 町野駐在所

- 三井駐在所
- 鵠巣駐在所
- 南志見駐在所
- 曽々木駐在所
- 舳倉島駐在所

旧穴水警察署管轄
- 門前交番
- 道下駐在所
- 皆月駐在所
- 剱地駐在所

消防
- 奥能登広域圏事務組合輪島消防署
  - 門前分署
  - 町野分署

医療
- 市立輪島病院

### 社会教育施設
- 輪島市図書館
  - 輪島市立図書館
  - 輪島市立図書館町野分館
  - 輪島市立門前図書館
- 輪島市文化会館
- もんぜんぶんか村ギャラリー
- もんぜんぶんか村セミナーハウス
- 旧嘉門家

### 体育施設
- 輪島市総合体育館
- 一本松総合運動公園体育館・サンアリーナ
- 一本松総合運動公園温水プール・サンプルル
- 輪島市門前健民体育館
- 輪島市門前多目的体育館
- 輪島市町野水泳プール
- 輪島市輪島野球場
- 輪島市町野野球場

- 輪島市門前野球場
- 輪島市門前武道館
- 輪島市ソフトボール場
- 輪島市町野テニスコート
- 輪島市門前テニスコート
- 輪島市営三井スキー場
- 輪島市空港交流センター

### 国の行政機関
- 法務省
  - 金沢地方法務局
    - 輪島支局（鳳至町）

  - 金沢地方検察庁
    - 輪島支部（河井町）

  - 輪島区検察庁（河井町）
  - 珠洲区検察庁（河井町）
- 国税庁
  - 金沢国税局
    - 輪島税務署（河井町）
- 厚生労働省
  - 石川労働局
    - 輪島公共職業安定所（鳳至町）
- 国土交通省
  - 北陸地方整備局
    - 金沢河川国道事務所
      - 輪島国道出張所（鳳至町）
- 防衛省
  - 航空自衛隊
    - 入間基地
      - 輪島分屯基地（河井町）

### 司法機関
- 裁判所
  - 金沢地方裁判所
    - 輪島支部（河井町）

  - 金沢家庭裁判所
    - 輪島支部（河井町）

  - 輪島簡易裁判所（河井町）

## 教育

### 専門学校
- 私立
  - 日本航空大学校

### 高等学校
- 石川県立（2校）
  - 石川県立輪島高等学校
  - 石川県立門前高等学校
- 私立
  - 日本航空高等学校石川

- 廃校（2校）
  - 石川県立輪島実業高等学校
  - 石川県立町野高等学校

廃校は

### 中学校
- 輪島市立（3校1分校）
  - 輪島市立輪島中学校
    - 舳倉島分校

  - 輪島市立東陽中学校
  - 輪島市立門前中学校

廃校は

### 小学校
- 輪島市立（9校1分校）
  - 輪島市立河井小学校
  - 輪島市立鳳至小学校
    - 舳倉島分校

  - 輪島市立鵠巣小学校
  - 輪島市立大屋小学校
  - 輪島市立河原田小学校
  - 輪島市立三井小学校
  - 輪島市立町野小学校
  - 輪島市立門前東小学校
  - 輪島市立門前西小学校

廃校は

### 技能教育施設
- 石川県立輪島漆芸技術研修所

## マスメディア
- NHK金沢放送局輪島支局
- 北陸中日新聞（中日新聞北陸本社）輪島通信部・門前通信部
- 北國新聞輪島総局・門前支局
- 朝日新聞輪島通信局
- 輪島市ケーブルテレビ

## 交通

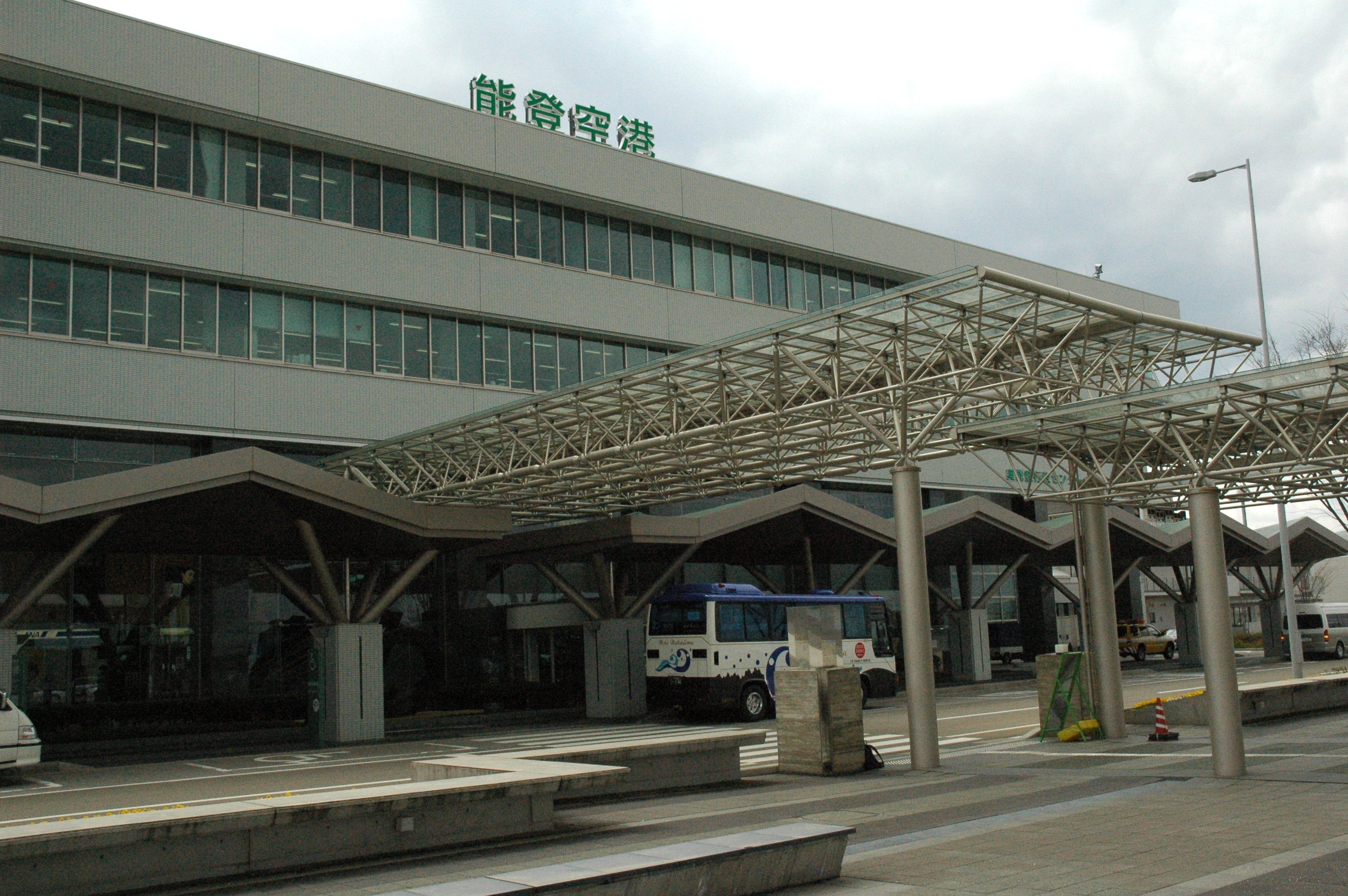
能登空港ターミナルビル

### 空港
- 能登空港
  - 全日本空輸
    - 東京国際空港（羽田空港）

### 航路
- へぐら航路（輪島港 - 舳倉島）

### 鉄道
市内に鉄道路線はなく、JTB時刻表によると輪島駅前バス停（輪島と表記）が中心駅の扱いとなっている。最寄り駅は穴水駅。
1935年（昭和10年）より国鉄→JR西日本→のと鉄道七尾線が通っていたが、2001年4月1日同線が区間廃線されたため、穴水以北の能登三井、能登市ノ瀬および輪島の3駅（いずれも当市内）が廃止された。しかし輪島駅は保存され、改修の後に道の駅輪島「ふらっと訪夢」の名で観光拠点として生まれ変わった。

### バス
- 北鉄能登バス（北陸鉄道グループ）
- 北鉄奥能登バス（北陸鉄道グループ）
- のらんけバス（コミュニティバス）

### 道路
- 高速道路
  - 一般国道自動車専用道路
    - 能越自動車道：のと里山空港IC、のと三井IC
- 一般国道
  - 国道249号
- 県道
  - 主要地方道
    - 石川県道1号七尾輪島線
    - 石川県道6号宇出津町野線
    - 石川県道7号穴水門前線
    - 石川県道37号輪島山田線
    - 石川県道38号輪島浦上線
    - 石川県道40号珠洲里線
    - 石川県道50号穴水剱地線
    - 石川県道51号輪島富来線

  - 一般県道
    - 石川県道134号輪島港線
    - 石川県道222号池田江崎線
    - 石川県道260号久川馬場線
    - 石川県道264号小滝北川線
    - 石川県道265号鹿磯港道下線
    - 石川県道266号五十洲亀部田線
    - 石川県道269号滝又三井線
    - 石川県道271号漆原下出線
    - 石川県道275号与呂見藤波線
    - 石川県道276号五十里深見線
    - 石川県道277号柳田里線
    - 石川県道278号金蔵川西線
    - 石川県道303号柏木穴水線（珠洲道路）
- 道の駅
  - 輪島
  - 千枚田ポケットパーク
  - 赤神
  - のと里山空港

## 名所・旧跡・観光スポット
景勝地
- 白米千枚田（国の名勝、世界農業遺産）
- 曽々木海岸（国の名勝、天然記念物）
- 琴ヶ浜海岸
- 鴨ヶ浦
- 大川浜

- 西保海岸
- 桶滝
- 男女滝

史跡・旧跡
- 上時国家（本家上時国家、国の重要文化財及び名勝）
- 下時国家（加賀藩十村役、国の重要文化財及び名勝）
- 總持寺祖院（旧曹洞宗大本山）
- 南惣家（主屋、前蔵、馬屋が国の登録有形文化財）

- 天堂城跡（市の指定史跡）
- 阿岸本誓寺（アギシコギクザクラが県の天然記念物）
- 岩倉寺千体地蔵
- 猿山岬灯台
- 旧角海家住宅（国の重要文化財、黒島地区内の北前船豪商の邸宅）

重要伝統的建造物群保存地区
- 黒島地区（船主集落、2009年に選定）

重要文化的景観
- 大沢・上大沢の間垣景観集落（西保地区）

百選
- 水の郷百選 - 旅愁との出会い　千枚田
- 名水百選 - 古和秀水
- 日本の棚田百選 - 白米

その他
- 波の花（曽々木海岸、鴨ヶ浦海岸）
- 雪割草群生地（猿山岬）
- 輪島キリコ会館
- 石川県輪島漆芸美術館
- 黒島天領北前船資料館
- 永井豪記念館
- 禅の里交流館
- 南惣美術館
- 輪島ドラマ記念館
- 輪島温泉郷
- ねぶた温泉（国内有数のアルカリ性泉）
- 門前じんのびの湯（ビューサンセット）
- 鴨ヶ浦塩水プール（国登録有形文化財）[28]

- 白米千枚田
- 輪島市鴨ヶ浦
- 鴨ヶ浦と汐見橋
- 琴ヶ浜海岸
- 上時国家（本家上時国家）
- 總持寺祖院
- 大沢・上大沢の間垣集落景観
- 輪島キリコ会館
- 永井豪記念館
- 輪島ドラマ記念館

## 文化・名物

### 祭事・催事
- 1月：能登のアマメハギ、（国の重要無形民俗文化財、ユネスコの無形文化財）
- 2月：輪島あえの風冬まつり（冬の味覚の祭典）
- 4月:曳山祭・・・総輪島塗の華麗な高さ５ｍの山車が輪島の街を練り歩きます
- 4月:日本陸上競技選手権大会50キロ競歩
- 5月：輪島ジギングバトル（大規模な釣りのイベント）
- 6月:輪島市民祭・・・本来は輪島塗の祭りであったが市制施行以来商工祭となり現在はイベント化、花火大会が近年有名に

- 7月：門前まつり（ごうらい祭り）
- 7月：剱地八幡神社大祭（おさよ祭り）・・・輪島市門前町剱地地区・キリコ
- 7月第2土曜日・日曜日：二又川夏祭り・・・輪島市門前町二又川地区・獅子舞（二又川獅子舞）
- 7月第4土曜日：浦上祭り・・・輪島市門前町浦上地区
- 7月末：水無月まつり・・・輪島市南志見地区・日本遺産構成文化財
- 7/31・8/1：名舟大祭（御陣乗太鼓）・・・輪島市南志見地区名舟・日本遺産構成文化財
- 8月：山王祭・・・輪島市門前町皆月地区
- 8月お盆：三夜踊り・・・輪島市役所前の三角州広場
- 8月：金蔵万燈会・・・輪島市町野町金蔵
- 8月：黒島天領祭・・・輪島市門前町黒島地区
- 8月：曽々木大祭・・・輪島市曽々木地区・日本遺産構成文化財
- 8月：輪島大祭・・・輪島市中心市街地　河井・鳳至・海士・輪島崎で連日開催・日本遺産構成文化財
- 10月：千枚田あぜの万燈（あかり）
- 11月～2月：千枚田あぜのきらめき（世界農業遺産・千枚田のイルミネーションイベント）
- 11月：輪島かにまつり
- 12月：奥能登のあえのこと（ユネスコ無形文化遺産、重要無形民俗文化財）

ほか、門前・三井・南志見・町野各地区ごとのイベントなど多数。（昔から能登全体が祭り多き地として著名）
通年
- 輪島朝市（通年・日本三大朝市のひとつ）

### 名産品
工芸品
- 輪島塗
- 能州紬

海産物
- 加能ガニ　ズワイガニの地域ブランド名
- 岩海苔
- アワビ
- サザエ

など
料理・菓子
- いしる（魚醤）
- すいぜん
- いしる貝焼き
- 塩辛
- 門前そば
- サバ・イワシの糠漬

- ゆべし（和菓子、中浦屋など）
- 塩せんべい
- えがらまんじゅう
- 水羊羹
- 総持寺せんべい両箇の月
- 輪島プリン

## 輪島市を舞台とした作品
映画
- 忘却の花びら（1957年 杉江敏男、小泉博、司葉子主演）
- 幻の光（1995年 是枝裕和、江角マキコ・浅野忠信主演）
- 皆月（1999年 望月六郎、奥田瑛二・吉本多香美主演）
- 釣りバカ日誌17 あとは能登なれハマとなれ!（2006年 朝原雄三、西田敏行・三國連太郎主演）
- 能登の花ヨメ（2008年 白羽弥仁、田中美里主演）
- 私たちの時代（2011年 横山隆晴、ドキュメンタリー映画）
- MON-ZEN[もんぜん] - 監督: ドーリス・デリエ
- 追憶（2017年、岡田准一主演）

ドラマ
- 温泉名物女将!湯の町事件簿 第5作「能登・輪島の伝統に忍び寄る黒い影…ひのき舞台!輪島塗コンクールが狂わす若き蒔絵師の人生と秘めた父娘の絆…」（2004年 木の実ナナ主演）
- 汚れた舌（2008年 飯島直子主演）
- さすらい署長 風間昭平 第14作「金沢〜輪島・金箔殺人事件」（2019年 北大路欣也主演）
- まれ（2015年 土屋太鳳主演）

文学作品
- 忘却の花びら（1956年 菊田一夫）
- 火にも水にも（1956年 深田久弥）
- 奥能登の海石（1965年 水上勉）
- 能登の細道（1965年 水上勉）
- 奥能登の塗師（1967年 水上勉）
- 幻の光（1978年 宮本輝）
- 抜け荷百万石（1990年 南原幹雄）

歌謡曲
- 終着駅のない女（1979年 小林旭）
- 能登はいらんかいね（1990年 坂本冬美）
- 輪島朝市（2008年 水森かおり）
- 太鼓（小倉佳）
- はぐれ恋（キム・ヨンジャ）
- 曽々木海岸（水城なつみ）

## 出身有名人・名誉市民
政治・官僚、法曹
- 小間粛 - 衆議院議員
- 百萬梅治 - 衆議院議員
- 北村茂男 - 衆議院議員
- 竹下義樹　盲目の弁護士

工芸
- 松田権六- 人間国宝・漆芸（蒔絵）　輪島名誉市民
- 前大峰 - 人間国宝・漆芸（沈金）　輪島名誉市民
- 前史雄 - 人間国宝・漆芸（沈金）　石川県立輪島漆芸技術研修所所長
- 小森邦衞 -人間国宝・漆芸（髹漆）
- 塩多慶四郎 - 人間国宝・漆芸（髹漆）
- 角偉三郎 - 漆芸（髹漆、沈金）
- 山岸一男　漆芸（沈金）　人間国宝
- 三谷吾一 - 工芸家、日本芸術院会員　輪島名誉市民

文化
- 山口瑞鳳 - 仏教学者、チベット学者、東京大学名誉教授
- 藏角利幸 - 金沢学院短期大学名誉教授・近世俳文学者
- 砂田徹 - 北海道大学大学院文学研究科教授・西洋史
- 永井豪 - 漫画家
- 上田聡子 - 著作家

スポーツ
- 山中毅 - 競泳選手、オリンピック競泳銀メダリスト
- 大崎剛彦 - 競泳選手　１９６０年ローマ五輪　２００メートル平泳ぎで銀、メドレーリレー銅
- 井筒賢造　競泳選手　１９６０年ローマ五輪　２００メートルバタフライ８位
- 堂上照 - プロ野球選手
- 谷口邦幸 - プロ野球選手
- 丸木唯 - プロ野球選手
- 川﨑俊哲 - プロ野球選手
- 天津風征夫 - 大相撲力士・幕内
- 常門兵三郎 - 大相撲力士・十両
- 大倭東洋 - 大相撲力士・十両
- 山下智茂 - 学校法人稲置学園理事・星稜高等学校野球部総監督
- 浅井純哉 - 金沢高等学校元野球部監督
- 小口貴子 - スケルトン選手、2018年平昌オリンピック日本代表
- 池田 智美 　バスケットボール選手　輪島レッドイーグルス→松陵中→津幡高→大阪体大→トヨタ紡織
- 山口 奈々花　バスケットボール選手　輪島レッドイーグルス→輪島中→鵬学園高→アイシン
- 坂上 紗弥佳　バスケットボール選手　河井小→松陵中→津幡高

その他

・真鍋邦夫 - 実業家、元佐川急便社長
- 岩城徳栄 - 元歌手、元タレント
- 加波和奏 - アイドル
- 今井昴 - プロ太演奏者
- 寺本良之 - 元北陸放送アナウンサー